# Вебер, Карл Мария фон
Барон Карл Мария Фридрих Август (Эрнст) фон Вебер (нем. Carl Maria von Weber; 18 или 19 ноября 1786 г., Ойтин — 5 июня 1826 г., Лондон) — немецкий композитор, дирижёр, пианист, музыкальный писатель, вместе с Гофманом является основоположником немецкой романтической оперы, предшественник Вагнера.

## Биография
Один из первых композиторов-романтиков, создатель немецкой романтической оперы, организатор национального музыкального театра. Музыкальные способности Вебер унаследовал от отца, оперного капельмейстера и антрепренёра, игравшего на многих инструментах. Детство и юность прошли в странствиях по городам Германии. В молодости абсолютно не прошёл систематически  строгую музыкальную школу.
Первым учителем игры на фортепиано, у которого Вебер занимался достаточно продолжительное время, был Иоганн Петер Хойшкель, затем по теории — Михаэль Гайдн,  уроки брал и у Георга Фоглера (аббата Фоглера).
В 1798 году появились первые произведения Вебера — маленькие фуги. Затем Вебер был учеником органиста Кальхера в Мюнхене. Более основательно теорию композиции впоследствии прошёл с аббатом Фоглером, имея товарищами по занятиям Джакомо Мейербера и Готфрида Вебера; одновременно занимался на фортепиано у Франца Лауски. Первым сценическим опытом Вебера была опера «Die Macht der Liebe und des Weins» (Сила любви и вина), написанная им в 12 лет. Хотя он в ранней молодости и писал много, но первый успех выпал на его оперу о немой лесной девушке «Das Waldmädchen» (1800 г.). Опера 14-летнего композитора была дана во многих городах Европы — Фрайберге, Вене, Праге, в России — в Петербурге. Впоследствии Вебер переработал эту оперу, которая, под названием «Сильвана», долго держалась на многих оперных германских сценах.
Написав оперу «Peter Schmoll und seine Nachbarn» (Петер Шмоль и его соседи, 1802 г.), симфонии, фортепианные сонаты, кантату «Der erste Ton», оперу «Абу Гассан» (1811 г.), он дирижировал оркестром в разных городах и концертировал.
1804 г. — работал как дирижёр оперных театров (Бреслау, Бад Карлсруэ, Штутгарт, Мангейм, Дармштадт, Франкфурт, Мюнхен, Берлин).
1805 г. — написал оперу «Рюбецаль» по сказке И. Музеуса.
1810 г. — опера «Сильвана».
1811 г. — опера «Абу-Гассан».
1813 г. — возглавил оперный театр в Праге.
1814 г. — становится популярным после сочинения воинственных песен на стихи Теодора Кёрнера: «Lützows wilde Jagd», «Schwertlied» и кантаты «Kampf und Sieg» («Битва и победа») (1815) на текст Вольбрука по случаю битвы при Ватерлоо. Написанные затем в Дрездене юбилейная увертюра, мессы в es и g, кантаты имели гораздо меньший успех.
1817 г. — стал главным придворным капельмейстером Саксонской королевской капеллы в Дрездене, помимо этого возглавлял оперу Саксонского придворного театра и до конца жизни руководил ими.
1819 г. — ещё в 1810 году Вебер обратил внимание на сюжет «Фрейшютца» («Вольный стрелок»); но только в этом году он начал писать оперу на этот сюжет, обработанный Иоганном Фридрихом Киндом. «Фрейшютц», поставленный в 1821 г. в Берлине под управлением автора, вызвал фурор, и слава Вебера достигла своего апогея. «Наш стрелок попал прямо в цель» — писал Вебер либреттисту Кинду. Бетховен, удивлённый произведением Вебера, говорил, что он не ожидал этого от столь мягкого человека и что Веберу следует писать одну оперу за другой.
До «Фрейшютца» в том же году была поставлена «Прециоза» Вольфа, с музыкой Вебера.
В 1821 году давал уроки по теории композиции Юлиусу Бенедикту, которому королева Виктория, за его талант, позднее пожалует дворянский титул.
1822 г. — по предложению Венской оперы композитор написал «Эврианту» (в 18 месяцев). Но успех оперы был уже не столь блестящий, как «Фрейшютца».

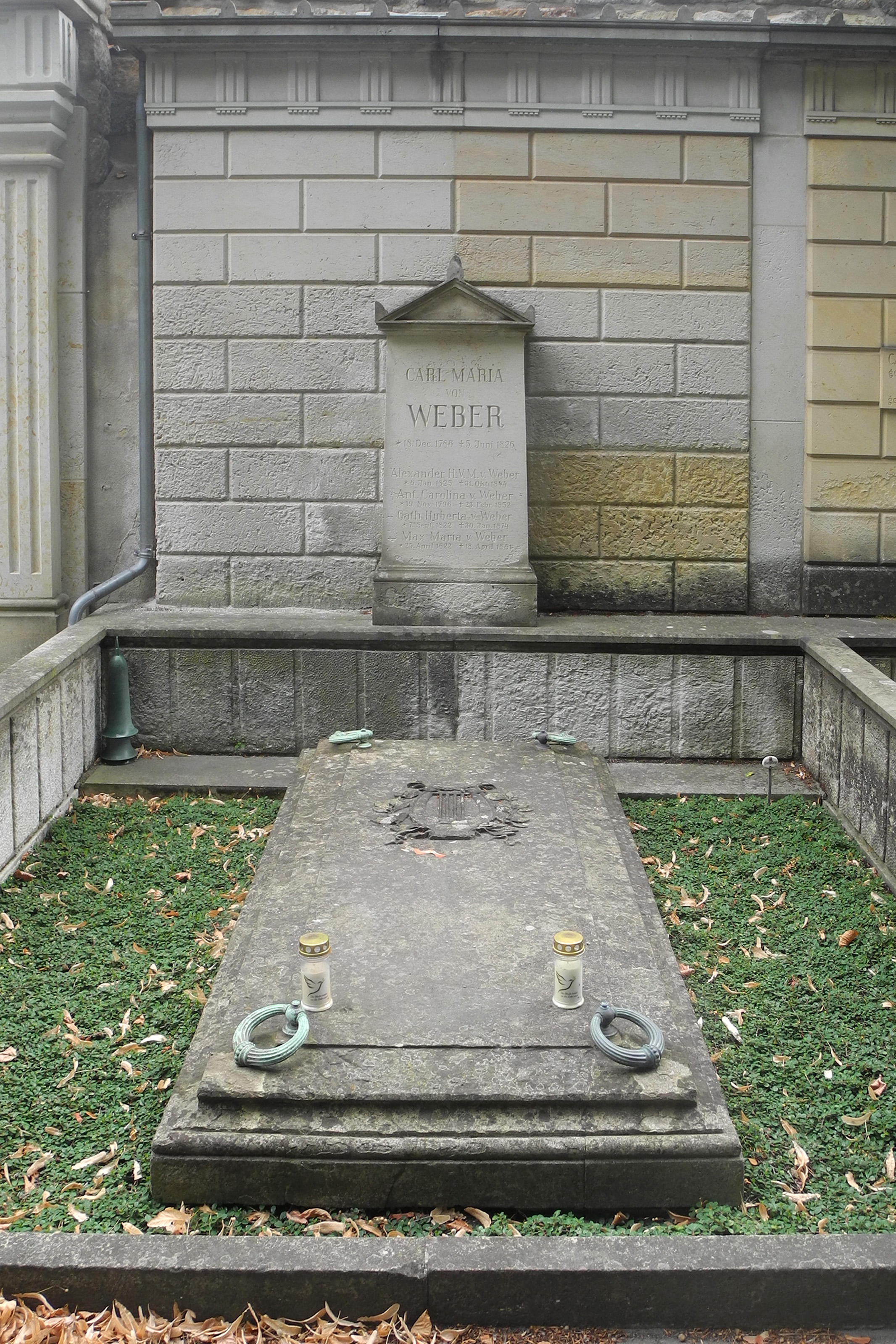
Могила Вебера в Дрездене

Последним произведением Вебера была опера «Оберон», для представления которой он отправился в Лондон, уже будучи больным туберкулезом, и умер в доме дирижёра Джорджа Смарта вскоре после премьеры.

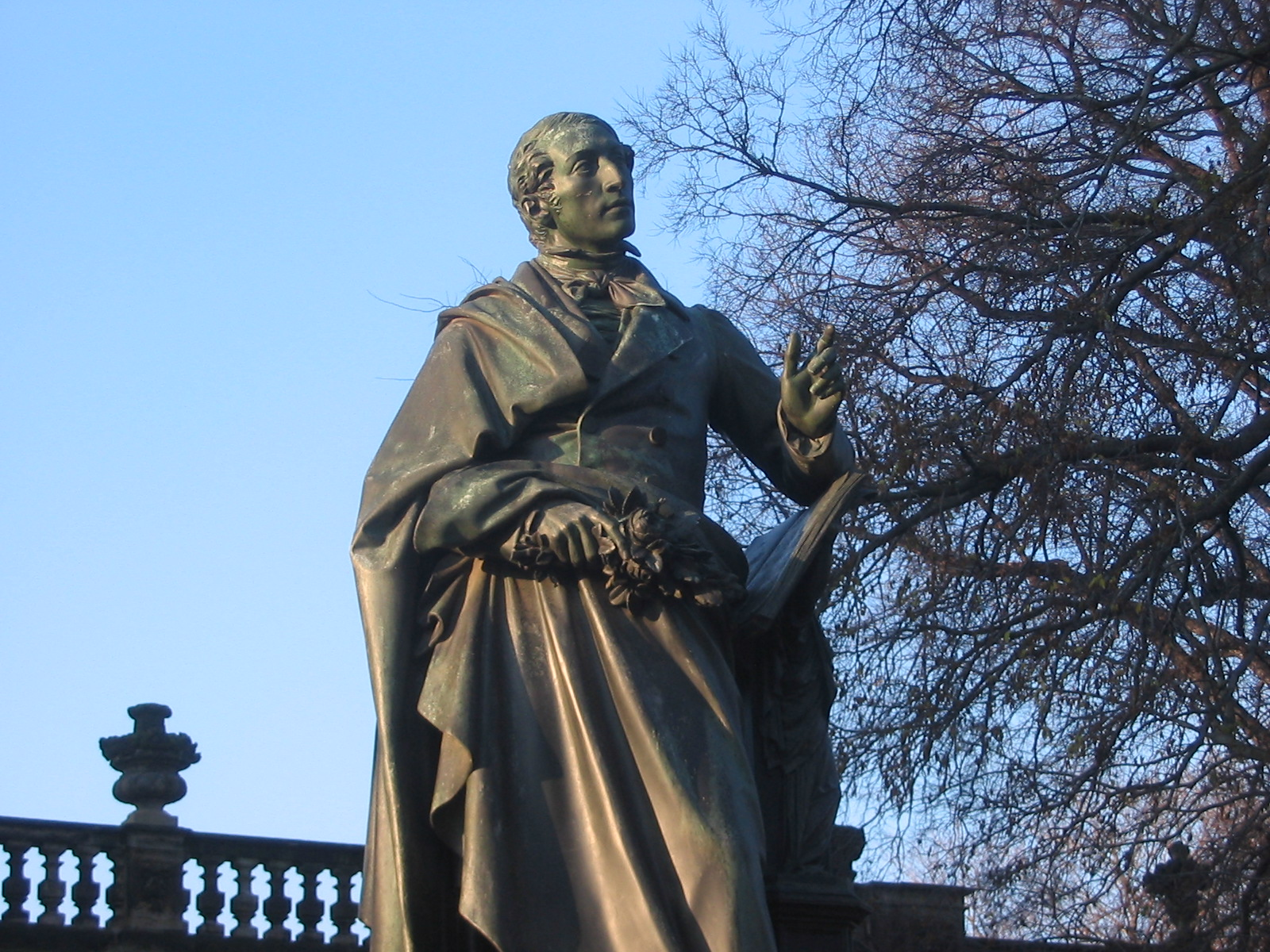
Памятник К. М. фон Веберу в Дрездене

Вебер считается композитором, глубоко понимавшим склад немецкой национальной музыки и доведшим немецкую мелодию до высокого художественного совершенства. Он в течение всей своей деятельности оставался верен национальному направлению, и в его операх лежит тот фундамент, на котором Вагнер построил «Тангейзера» и «Лоэнгрина». В особенности в «Эврианте» охватывает слушателя именно та музыкальная атмосфера, которую он ощущает в произведениях Вагнера среднего периода. Вебер является представителем романтического оперного направления, которое в двадцатых годах XIX столетия было в такой силе и которое в позднейшее время нашло последователя в Вагнере.
Талант Вебера ярко проявляется в его трёх последних операх: «Вольном стрелке», «Эврианте» и «Обероне». Она чрезвычайно разнообразна. Драматические моменты, любовные, тонкие черты музыкального выражения, фантастический элемент — все было доступно широкому дарованию композитора. Самые различные образы очерчены этим музыкальным поэтом с большой чуткостью, редким выражением, с мелодичностью. Патриот в душе, он не только разрабатывал народные мелодии, но и создавал свои в чисто народном духе. Изредка его вокальная мелодия в скором темпе страдает некоторой инструментальностью: она как будто написана не для голоса, а для инструмента, которому технические трудности более доступны. Как симфонист, Вебер владел оркестровой палитрой в совершенстве. Его оркестровая живопись полна воображения и отличается своеобразным колоритом. Вебер — по преимуществу композитор оперный; симфонические произведения, писанные им для концертной эстрады, далеко уступают его оперным увертюрам. В области песни и инструментальной камерной музыки, а именно фортепианных сочинений, этот композитор оставил замечательные образцы.
Веберу также принадлежат неоконченная опера «Три Пинто» (1821 г., завершена Г. Малером в 1888 г.).
1861 г.— Веберу воздвигнут памятник в Дрездене, работы Эрнста Ритшеля.
Макс Вебер, его сын, написал биографию своего знаменитого отца.

## Основные сочинения

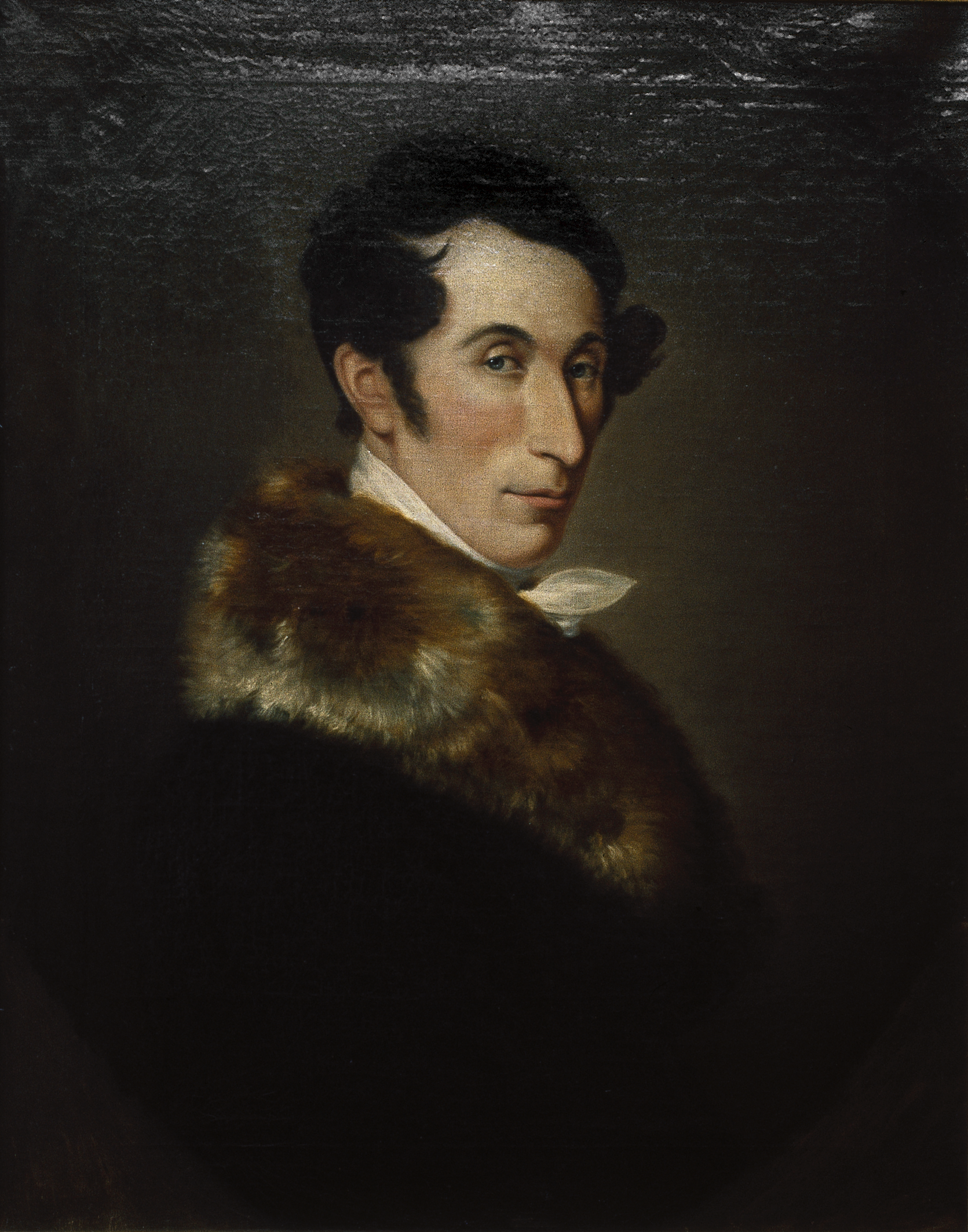
Портрет Карла Марии фон Вебера (1825)

### Оперы
- «Лесная девушка» (нем. Das Waldmädchen), 1800 — сохранились отдельные фрагменты
- «Петер Шмолль и его соседи» (нем. Peter Schmoll und seine Nachbarn), 1802
- «Рюбецаль» (нем. Rübezahl), 1805 — сохранились отдельные фрагменты
- «Сильвана» (нем. Silvana), 1810
- «Абу Гасан» (нем. Abu Hassan), 1811
- «Вольный стрелок» (нем. Der Freischütz), 1821
- «Три Пинто» (нем. Die drei Pintos) — не закончена; завершена Густавом Малером в 1888 году.
- «Эврианта» (нем. Euryanthe), 1823
- «Оберон» (нем. Oberon), 1826

### Симфонические произведения
- Симфония № 1 до мажор, op.19 (1806/07)
- Симфония № 2 до мажор, б/о (1807)
- Увертюра к опере Петер Шмоль, ор. 8 (1807)
- Увертюра «Повелитель духов», ор. 27 (1811)
- Юбилейная увертюра ор. 59 (1818) и др.

### Для инструментов с оркестром
- Концерт № 1 для фортепиано с оркестром до мажор, соч. 11 (1810)
- Концерт № 2 для фортепиано с оркестром ми-бемоль мажор, соч. 32 (1812)
- Концерт для фагота с оркестром фа мажор ор. 75 (1811; вторая редакция — 1822)
- Концерт № 1 для кларнета с оркестром фа минор ор. 73 (1811)
- Концерт № 2 для кларнета с оркестром ми-бемоль мажор, ор. 74 (1811)
- «Гранд попурри» для виолончели с оркестром ре мажор, op. 20 (1808)
- Концертино для кларнета с оркестром ми-бемоль мажор, ор. 26 (1811)
- Концертино для валторны с оркестром ми минор, op. 45 (1806; вторая редакция — 1815)
- Концертная пьеса для фортепиано с оркестром фа минор ор. 79 1821)
- Анданте и рондо для фагота с оркестром до минор, ор. 35 (1813) и др.

### Вокально-симфонические произведения
- Кантата «Der erste Ton» для хора и оркестра ор. 14 (1808; вторая редакция — 1810)
- Кантата «Kampf und Sieg» для солистов, хора и оркестра ор. 44 (1815)
- Юбилейная кантата к 50-летию правления короля Саксонии Фридриха Августа I для солистов, хора и оркестра ор. 58 (1818)
- Месса № 1 для солистов, хора и оркестра (для именин короля Саксонии Фридриха Августа I) ор. 75a (1817—1818)
- Месса № 2 «Юбилейная» для солистов, хора и оркестра op. 76 (1818—1819) и др.

### Фортепианные произведения
- Соната № 1 до мажор op. 24 (1812)
- Соната № 2 ля-бемоль мажор op. 39 (1816)
- Соната № 3 ре минор op. 49 (1816)
- Соната № 4 ми минор op. 70 (1822)
- Вариации «Шёне Mинка»(нем. Schöne Minka), op. 40 J. 179 (1815) на тему украинской народной песни «Їхав козак за Дунай»
- Рондо «Приглашение к танцу» ре-бемоль мажор op. 65 (1819) и др.

### Камерная музыка
- Шесть сонат для скрипки ор. 10b (1810)
- Семь вариаций для кларнета и фортепиано op.33 J.128 «Вариации Сильваны» (1811)
- Большой концертный дуэт для кларнета и фортепиано ми-бемоль мажор, op. 48 (1816)
- Трио для флейты, виолончели и фортепиано соль минор, ор. 63 (1819)
- Фортепианный квартет си-бемоль мажор ор. 18 (1806—1809)
- Квинтет для кларнета и струнного квартета си-бемоль мажор, ор. 34 (1815) и др
- Шотландские национальные песни (Цикл из 10 песен) б/о (1825)
- Вокальный цикл «Leyer und Schwert» op. 41 (1814)
- Вокальный цикл «Die Temperamente beim Verluste der Geliebten» op. 46 (1815-16)
- Баллады и песни (6 песен для голоса и фортепиано), op. 47 (1816)
- 6 песен для голоса и фортепиано ор. 15
- 6 песен для голоса и фортепиано ор. 30
- 6 песен для голоса и фортепиано ор. 66
- 6 песен для голоса и фортепиано или гитары ор. 71
- 6 песен для голоса и фортепиано ор. 80 и др.

## В астрономии
- В честь главной героини оперы Карла Вебера «Эврианта» назван астероид (527) Эврианта, открытый в 1904 году.
- В честь героини оперы Карла Вебера «Оберон» назван астероид (528) Реция, открытый в 1904 году
- В честь героини оперы Карла Вебера «Прециоза» назван астероид (529) Прециоза, открытый в 1904 году.
- В честь героинь оперы Карла Вебера «Абу Гасан» названы астероиды (865) Зубаида и (866) Фатме, открытые в 1917 году.

Все вышеперечисленные астероиды открыты немецким астрономом Максом Вольфом.
- В честь самого Карла Вебера назван астероид (4152) Вебер, открытый в 1985 году Эдвардом Боуэллом.